# 中野康羽
中野 康羽（なかの やすは、2002年7月30日 - ）は、日本の女子バレーボール選手である。

## 来歴
三重県いなべ市出身。
京都橘高等学校では2年生時の2019年9月に第74回国民体育大会で少年種目として初開催となったビーチバレーボール競技に京都府代表として出場。福知山成美高等学校の中島瑠那とのペアで決勝に進出し、東京都代表（菊地真結・衣笠乃愛ペア、共栄学園高等学校）に敗れ準優勝となった。翌2020年1月には第72回全日本バレーボール高等学校選手権大会（春高バレー）に出場している。
2021年に日本体育大学に進学。4年時には女子バレーボール部の主将を務めた。
2024年12月6日、群馬グリーンウイングスの内定選手として発表された。同月27日にSVリーグから追加登録選手として公示され、2025年1月18日のデンソーエアリービーズ戦でデビューとなった。

## 受賞歴
- 2019年 - 第74回国民体育大会ビーチバレーボール競技少年女子の部 準優勝
- 2024年 - 東日本インカレ 最優秀選手賞[9]

## 所属チーム
- 京都橘高等学校（2018-2021年）
- 日本体育大学（2021-2025年）
- 群馬グリーンウイングス（2025年-）